# 박시헌
박시헌(朴時憲, 1965년 11월 16일~)은 대한민국의 권투 선수, 지도자이다. 1988년 하계 올림픽 라이트미들급 금메달을 획득했다.
경상남도 함안 출신이다. 진해상업고등학교와 경남대학교 체육교육학과를 졸업했다.
1988년 하계 올림픽 복싱 라이트미들급 결승전에서 로이 존스 주니어에게 밀렸으나 편파 논란이 있던 판정으로 승리하였다. 경기가 끝나고 박시헌 선수는 "조국이 내 은메달을 빼앗아 갔다"라고 말했고, 이는 지금까지 '낙천적 명언'으로 회자되고 있다.
2002년 아시안 게임 복싱 대표팀 코치, 역대 한국 올림픽 금메달리스트 모임인 챔피온 클럽 조직이사를 맡았다.

## 박시헌을 연기한 배우
- 진선규: 영화 《카운트》 (2023)